# Національна дорога 20 (Польща)
Національна дорога 20 — національна дорога на півночі Польщі, довжиною приблизно 318 км, що проходить у центральній та східній частині Західнопоморського воєводства та західній частині Поморського воєводства. Ця дорога з’єднує Західне Помор’я з Гданським Помор’ям, а потім опосередковано з Вармією та Мазурами, що робить її туристичною стежкою. Він веде на північний схід через райони Поморського озера; Поозер'я Інське з ландшафтним парком Інсько, поозер'я Дравське з ландшафтним парком Дравське, поозер'я Битовське і поозер'я Кашубське. До 1945 року ділянка між Старгардом і Битовом була частиною німецької дороги Reichsstraße 158.

## Основні міста, розташовані на дорозі № 20
- Сьвенте
- Старгард
- Хоцивель
- Венгожино
- Дравсько-Поморське
- Злоценець
- Чаплінек
- Щецинек
- Білий Бір
- Мястко
- Битів
- Косцежина (з 1 жовтня 2017 р. з кільцевою дорогою)[1][2]
- Жуково
- Гдиня

## Заплановані роботи
- Будівництво нового мосту через річку Студниця в Мястку[3].